# Medrebrne mišice
Medrebrne mišice so skeletne mišice, ki potekajo na obeh straneh prsnega koša v medrebrnem prostoru. 
Ločimo: 
- zunanje medrebrne mišice, ki potekajo navzpred in navdol in spadajo med pomožne inspiracijske mišice, saj ob krčenju razpenjajo prsni koš in olajšajo vdih,
- notranje medrebrne mišice, ki potekajo navzad in navzdol ter spadajo med pomožne ekspiracijske mišice, saj ob krčenju zmanjšajo prostornino prsnega koša in tako olajšajo izdih.